# Raphaële Billetdoux
Raphaële Billetdoux (París, 28 de febrer de 1951) és una escriptora francesa guardonada amb el premi Interallié el 1976 per « Prends garde à la douceur des choses » i el premi Renaudot el 1985 per « Mes nuits sont plus belles que vos jours ».

## Biografia
Raphaële Billetdoux és la filla de François Billetdoux. Va començar com a editora assistent en pel·lícules de cinema i televisió. Després, el 1975, es va convertir en periodista en una revista femenina. Ella va escriure una novel·la titulada Mes Nuits sont plus belles que vos Jours, que li va valer el Premi Renaudot de 1985.
Va ser en 2006 que Raphaële, que es va convertir en "Marie" Billetdoux, l'altre primer nom que se li va donar en néixer, va publicar Un petit desig, en cas contrari moro, un llibre de documents. “És un llibre que vaig escriure en quatre mesos, com a cartes al meu editor, qui va decidir publicar-les. Va ser Marie qui va escriure aquest llibre, però un dia anirà a buscar a Raphaële, que no era tan dolenta. », diu l'escriptora.
Raphaële Billetdoux també ha dirigit un llargmetratge, La Femme enfant.

## Obres
- Jeune Fille en silence,1971
- L'Ouverture des bras de l'homme, 1974
- Prends garde à la douceur des choses, 1976
- Lettre d'excuse, 1981
- Mes nuits sont plus belles que vos jours, 1985
- Entrez et fermez la porte, 1991
- Mélanie dans un vent terrible, 1994
- Chère madame ma fille cadette, 1997
- Je frémis en le racontant : horresco referens, 2000
- De l'air, 2001
- Un peu de désir sinon je meurs, 2006
- C'est fou, une fille..., 2007
- C'est encore moi qui vous écris, 2010
- En s'agenouillant, 2011
- Femme prenant plaisir à ses fureurs, 2018

## Adaptacions
La novel·la Mes nuits sont plus belles que vos jours va ser adaptada al cinema pel director Andrzej Żuławski en la pel·lícula homònima llançada el 1989.
Entrez et fermez la porte és també una adaptació teatral de la novel·la del mateix nom, publicada per Actes Sud el 2013.